# Klei van Egemkapel
De Klei van Egemkapel is een deel van de formatie van Tielt in België en omvat afzettingen uit het Vroeg-Eoceen.

## Kenmerken
De Klei van Egemkapel komt bij de Ampe-groeve in West-Vlaanderen aan de oppervlakte. Het is afgezet aan de rand van het Noordzee-bekken tijdens het vroege Laat-Ypresien, waarmee de Klei van Egemkapel jonger is dan de formatie van Tienen met de fossielenlocaties van Dormaal en Erquelinnes.

## Fauna
Duizenden tanden van haaien en roggen zijn gevonden in de Klei van Egemkapel. Daarnaast zijn tanden van zes taxa landzoogdieren gevonden: de multituberculaat Ectypodus sp. (Neoplagiaulacidae), de opossum Armintodelphys dufraingi (Peradectidae), de insectivoren Macrocranion cf. nitens (Amphilemuridae) en Leptacodon sp. (Nyctitheriidae), een vleermuis (Palaeochiropterygidae?) en een onevenhoevige (Equoidea?).